# Mysoria affinis
Mysoria affinis är en fjärilsart som beskrevs av Herrich-Schäffer 1869. Mysoria affinis ingår i släktet Mysoria och familjen tjockhuvuden. Inga underarter finns listade i Catalogue of Life.